# Al-Churajdża
Al-Churajdża (arab. الخريجة) – wieś w Syrii, w muhafazie Hama. W 2004 roku liczyła 142 mieszkańców.